# Антоновка (Алексеевський район)
Антоновка (рос. Антоновка) — село в Алексєєвському районі Самарської області Російської Федерації.
Населення становить 345 осіб. Входить до складу муніципального утворення сільське поселення Авангард.

## Історія
Від 2005 року входило до складу муніципального утворення сільське поселення Авангард.

## Населення
| 1986 | 2002 | 2010 | 2014 | 2015 |
| ---- | ---- | ---- | ---- | ---- |
| 382  | ↗405 | ↘368 | ↘349 | ↘345 |